# Ieremia Tabai
Ieremia Tienang Tabai (Tabwai, 16 de dezembro de 1950) é um político de Kiribati que serviu como o primeiro presidente da República de Kiribati, depois de ser o mais jovem ministro-chefe da Comunidade das Nações e depois se tornar o mais jovem chefe de Estado de todos os tempos. Durante sua presidência, ele foi descrito como o líder mais capaz dos Estados insulares do Pacífico. 